# 淡路市立津名東小学校
淡路市津名東小学校(あわじしりつつなひがししょうがっこう)は兵庫県淡路市生穂にある日本の公立学校である。

## 概要
淡路島東海岸のほぼ中央に位置する。二度の統合により、旧津名町の北半分が通学区域となっており、津名の奥座敷といわれる長沢地区や佐野・興隆寺を加え、非常に大きな通学区域を持つ学校となっている。

## 歴史
- 1874年 (明治7年) - 生穂小学校創立。
- 2009年 (平成21年) - 淡路市立生穂第一小学校・淡路市立生穂第二小学校が統合し、淡路市立生穂小学校創立。
- 2017年 (平成29年) - 淡路市立佐野小学校と統合し、新しく淡路市立生穂小学校となる。
- 2018年 (平成30年) - 淡路市立津名東小学校と改称[2]。

## 通学区域
- 野田尾、生穂、生穂新島、大谷、長澤、佐野、佐野新島、興隆寺、津名の郷[3]

## 通学先中学校
- 淡路市立津名中学校

## アクセス
- 神戸淡路鳴門自動車道　津名一宮ICから車で10分
- 生穂バス停(あわ神あわ姫バス)から徒歩9分

## 通学区域が隣接している学校
- 淡路市立学習小学校
- 淡路市立北淡小学校
- 淡路市立一宮小学校
- 淡路市立中田小学校
- 淡路市立志筑小学校